# Mount Stadler
Mount Stadler är ett berg i Antarktis. Det ligger i Östantarktis. Australien gör anspråk på området. Toppen på Mount Stadler är 1 546 meter över havet.
Terrängen runt Mount Stadler är lite kuperad. Trakten är obefolkad. Det finns inga samhällen i närheten. 